# Senoculifer conivulvus
Senoculifer conivulvus là một loài nhện trong họ Philodromidae.
Loài này thuộc chi Senoculifer. Senoculifer conivulvus được miêu tả năm 1936 bởi Balogh.